# 헤카톤케이레스
헤카톤케이레스(고대 그리스어: Ἑκατόγχειρες 영어: Hekatonkheires, Hecatonchires)는 그리스 신화에서 하늘과 땅의 자식들, 즉 우라노스(하늘)와 가이아(땅)의 여러 자식들 가운데 특정한 3명을 통칭하는 이름이다. '헤카톤케이레스'는 '100개'를 뜻하는 헤카톤(ἑκατόν)과 '손'을 뜻하는 케이르(χείρ)가 합쳐서 이루어진 이름이다.
헤시오도스의 《신들의 계보》와 슈도-아폴로도로스의 《비블리오테케》에 따르면, 헤카톤케이레스는 코토스(Κόττος, Cottus) · 브리아레오스(Βριάρεως, Briareus) · 기에스(Γύης, Gyes)의 3형제를 말한다. 이들 중 기에스는 기게스(Γύγης, Gyges)라고도 한다. 이들의 모습은 '헤카톤케이레스'라는 통칭하는 이름이 의미하듯이 모두 어깨로부터 100개의 팔이 나와 있으며 또한 어깨 위에 50개의 머리가 있다. 이들의 신체는 아주 거대하며 팔다리는 매우 강력한 힘을 가졌다.
우라노스는 부인 가이아와의 사이에서 키클롭스와 헤카톤케이레스가 태어나자 이들을 싫어하여 이들 각각이 태어나는대로 그 즉시 타르타로스에 감금했는데, 이로 인해 가이아는 큰 슬픔과 분노를 가지게 되었다. 그리하여 가이아는 우라노스를 응징하고 이들 감금된 자식들을 구출하려는 계획을 세웠다. 가이아가 감금되지 않은 아들들 즉 감금되지 않은 티타네스들에게 자신의 계획을 말하자 모두가 겁을 먹고 아무런 말이 없었다. 그러다 마침내 우라노스와 가이아의 '12명의 티탄 자녀'들 중 막내인 크로노스가 가이아의 계획에 동참하겠다고 하였다. 가이아의 계획에 따라 크로노스가 우라노스를 거세한 후 타르타로스에 감금시키고 자신의 친동생들인 키클롭스와 헤카톤케이레스를 구출하였고, 이 결과 크로노스는 신들의 왕이 되었다. 하지만, 이후 크로노스는 키클롭스와 헤카톤케이레스를 타르타로스에 다시 감금했는데, 헤시오도스는 《신들의 계보》에서 크로노스가 헤카톤케이레스를 가둔 이유는 이들이 "너무 뛰어나게 남자답고 잘생겼으며 신체가 거대하여서(exceeding manhood and comeliness and great size)" 크로노스가 이것을 질투했기 때문이라고 말하고 있다.
헤카톤케이레스는 티타노마키아, 즉 크로노스가 이끄는 티탄들과 제우스가 이끄는 올림포스 신들 간의 전쟁에서 아주 중요한 역할을 하였다. 티타노마키아는 서로의 세력이 팽팽하여 10년간이나 계속되었는데, 올림포스 신들은 크로노스가 다시 가둔 헤카톤케이레스를 가이아의 조언에 따라 타르타로스로부터 구출하여 자신의 편에 서게 하였다. 구출된 헤카톤케이레스는 올림포스 신 진영의 사기를 북돋우었는데 그 어느 때보다 기세가 충천하였으며, 또한 헤카톤케이레스가 구출된 바로 그 날 양측의 온 힘을 다한 총력전이 일어났는데 제우스와 헤카톤케이레스는 눈부신 활약을 하였다. 이 전투의 결과, 10년간의 티타노마키아가 올림포스 신들의 승리로 종결되었고 제우스가 모든 신들과 인간들의 왕이 되었다. 제우스는 패배한 티탄들을 타르타로스에 가두었고, 헤카톤케이레스는 이들을 감시하는 교도관의 역할을 맡게 되었다. 이로써 그리스 신화에서 티탄의 시대가 끝나고 제우스를 주신(主神)으로 하는 올림포스 신의 시대가 시작되었다.

## 신화
헤카톤케이레스의 아버지인 우라노스는 자신의 자식들인 이들 헤카톤케이레스와 외눈박이 키클롭스를 태어날 때부터 아주 싫어해서 어머니 가이아(대지)의 깊은 곳 타르타로스에 강력한 사슬로 묶고 감추어 두고 햇빛을 보지 못하게 만들었다. 다른 전승에는 크로노스가 우라노스를 거세하고 나서 이들을 타르타로스에 가두었다고도 한다.
저승에 갇혀있던 이들은 그곳에서 비참하게 살고 있었는데, 가이아가 제우스에게 그들을 다시 세상으로 나오게 사주했다. 이들을 풀어준 제우스는 티탄족과의 싸움에 그들을 끌어들여 헤카톤케이레스들은 제우스의 남매들과 크로노스의 거신족의 싸움에서 제우스의 편을 들어 싸웠는데, 그 전쟁의 선봉에서 맹렬히 싸웠다. 그들은 각각 한 번에 산만한 바위 100개를 티탄족들에게 던져 한번에 300개의 바위를 날릴 수 있었다. 제우스는 이 10년간의 전쟁에서 승리하고 티탄족들을 지하세계에 가두고는 헤카톤케이레스 삼형제로 하여금 그들을 지키게 했다.
단테 알리기에리의 《신곡》에서 이 헤카톤케이레스 중의 하나인 '브리아레오스'가 언급된다. 여기서 브리아레오스는 유피테르를 공격한 티탄으로 나오며 지옥의 제9원에 있는 거인으로 묘사된다.

## 같이 보기
- 그리스 신화
- 티타노마키아

## 참고 문헌
- (영어) Hesiod 지음, Hugh G. Evelyn-White 영역 (1914). 《Theogony》. |title=에 외부 링크가 있음 (도움말)
- (영어) Pseudo-Apollodorus 지음, James George Frazer 영역 (1921). 《The Library》. |title=에 외부 링크가 있음 (도움말)